# Cantuaria dunedinensis
Cantuaria dunedinensis är en spindelart som beskrevs av Forster 1968. Cantuaria dunedinensis ingår i släktet Cantuaria och familjen Idiopidae. Inga underarter finns listade.